# Murphys Estates
Murphys Estates est une census-designated place située dans le comté d'Edgefield, dans l’État de Caroline du Sud, aux États-Unis. Lors du recensement de 2020, elle comptait 1 719 habitants.